# Psammagrostis wiseana
Psammagrostis wiseana là một loài thực vật có hoa trong họ Hòa thảo. Loài này được C.A.Gardner & C.E.Hubb. miêu tả khoa học đầu tiên năm 1938.